# Jean-Baptiste Bargoin
Jean-Baptiste Bargoin, né à Vic-le-Comte (Puy-de-Dôme) le 20 juin 1813 et mort à Chamalières (Puy-de-Dôme) le 24 juillet 1885, est un pharmacien et philanthrope français. Il a donné son nom au musée Bargoin de Clermont-Ferrand et au parc Bargoin à Chamalières.

## Biographie
Jean-Baptiste Bargoin est fils d'un aubergiste de Vic-le-Comte, Marien Bargoin (1786-1855), et de Jeanne Chartoire.
Il épouse Marguerite Aimée Clédière (1813-1873), avec qui il a deux fils, Edmond (1842-1868) et Jocelyn (1844-1876), décédés avant lui sans alliance ni postérité.
Associé à Henri Lecoq, il fonde une entreprise qui commercialisait des préparations pharmaceutiques et du thé. Ils conçoivent le Café de glands doux Lecoq & Bargoin, préparation à base de gland de chêne vert, de céréales et de chicorée. Bargoin doit à ce produit, concurrent du café mais vendu beaucoup moins cher, une grande part de l'importante fortune qu'il amassa, avec une production atteignant jusqu'à 100 tonnes par an.
Il meurt au château de Bellevue (dans l'actuel parc Bargoin) et il repose au cimetière des Carmes de Clermont-Ferrand, de même que son fils Jocelyn (allée 26, no 487).

## Testament

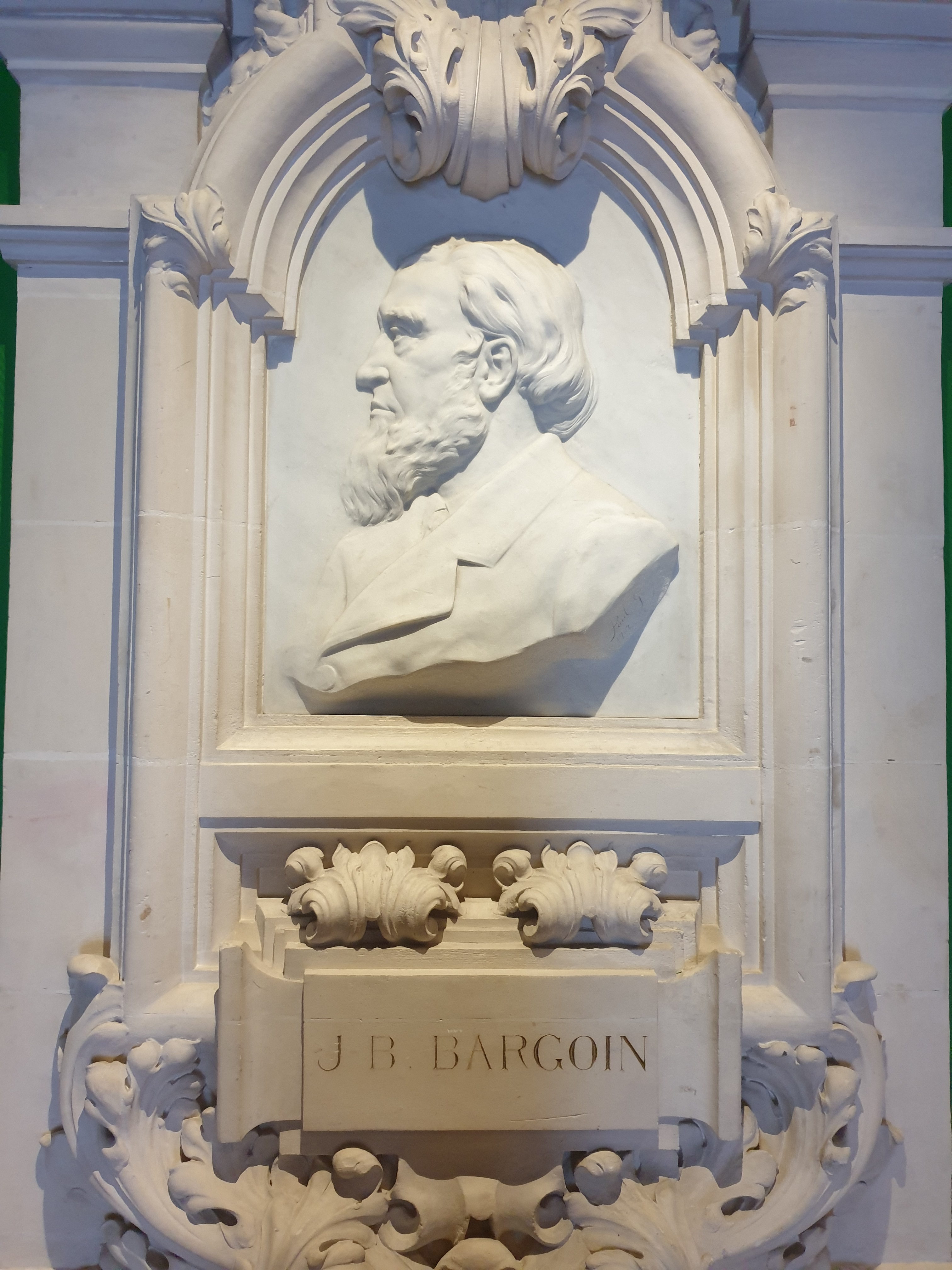
Relief figurant Jean-Baptiste Bargoin dans l'escalier du musée Bargoin à Clermont-Ferrand

Ses deux enfants et son épouse étant morts avant lui, Jean-Baptiste Bargoin décide de disposer de sa fortune pour des legs à vocation philanthropique ou culturelle et fait son testament en conséquence le 1er mai 1882. Il légue à la ville de Clermont-Ferrand un capital destiné à la création d'un musée (l'actuel musée Bargoin) et au développement de la bibliothèque. Le département reçoit son domaine de Bellevue, à Chamalières (à la limite de Royat) pour en faire un parc public qui devait porter son nom. Il donne aux Hospices de Clermont sa maison d'habitation de la rue Ballainvilliers, ainsi que des immeubles de rapport. Sa ville natale de Vic-le-Comte a bénéficié d'un capital de 9 000 francs pour la création d'écoles et d'une maison de retraite. Ses employés ne furent pas oubliés non plus.

## Hommages
Outre le musée et le parc qui portent son nom, on peut citer :
- le boulevard Jean-Baptiste Bargoin, à Vic-le-Comte.

## Descendance
Jocelyn Bargoin
Louis Albert Jocelyn Bargoin, fils cadet de Jean-Baptiste, est né à Clermont-Ferrand le 3 avril 1844. Après sa formation secondaire à Clermont, il commence à étudier le droit. Sa santé l'empêche de poursuivre ses études. Il s'installe alors à Pau, où il se fait connaître comme journaliste, éditeur de journaux, poète et auteur de nouvelles. Il meurt dans cette même ville le 2 janvier 1876, à 31 ans, et il est enterré au cimetière des Carmes de Clermont-Ferrand. Une avenue porte son nom à Royat, ainsi qu'une rue à Pau. Sa vie a inspiré le roman de l'écrivain riomois Gérard Georges, Le poète de Bellevue (2014).